# ميريل براشاو
ميريل براشاو (بالإنجليزية: Merrill Bradshaw)‏ هو ملحن أمريكي، ولد في 18 يونيو 1929 في ليمان في الولايات المتحدة، وتوفي في 12 يوليو 2000.

## وصلات خارجية
- ميريل براشاو على موقع ميوزك برينز (الإنجليزية)